# 花神庙 (南京)
南京花神庙位于南京市雨花台区西南，相传为明朝所建。现存主要建筑为大殿一座，配房十余间。大殿中间供奉牡丹花王神像和100多尊百花众神小像。民间传说，农历二月十二日是花王的生日，九月十六日是菊花诞辰。每年这两个日子在此举行盛大的庙会。一说此庙建于清乾隆年间，占地约5亩，主供三头六臂的善事菩萨。